# Marcelo Campos
Marcelo Campos (São Paulo, 14 de junho de 1969) é um dublador, diretor de dublagem e locutor brasileiro. É reconhecido pelo seu trabalho em diversas séries e animes, Trunks do futuro em Dragon Ball, Mu de Áries em Cavaleiros do Zodíaco ,Yugi em Yu-Gi-Oh! e Edward Elric em Fullmetal Alchemist.
Também é conhecido por dublar Shurato na série homônima, Lyuma em Winspector e Solbrain, diversos personagens de Os Cavaleiros do Zodíaco, entre eles Mu de Áries e Jabu de Unicórnio, e Duo de Gundam Wing. Também  é o dublador do personagem Ekko no jogo League of Legends.
Dublou ainda, Terry Bogard de Fatal Fury, Benje Wakabayashi de Captain Tsubasa, Guru Cléf de Guerreiras Mágicas de Rayearth, Arthemis de Sailor Moon, Abel de Trinity Blood, pelo qual foi indicado ao Prêmio Yamato de Melhor Dublador, Roronoa Zoro, na primeira dublagem, e Portgas D. Ace, na segunda, de One Piece, Harley de Pokémon, Kudamon em Digimon Data Squad, Gamatatsu em Naruto, Ryō Utsugi em Demon Lord Dante. Olho de Peixe em Sailor Moon S, Seiya em Sailor Stars, Mu de Áries, Jabu de Unicórnio, Misty de Lagarto, Aracne de Tarântula e Dante de Cérberus na dublagem original de Os Cavaleiros do Zodíaco, Larva em Vampire Princess Miyu, Morisato Keiichi em Ah! Megami-sama, Kai em Bucky, Torch Man em MegaMan NT Warrior, Sheeta em Crayon Shin-chan, Akito em Nadesico e General Blue em Dragon Ball.
Viego (league of legends)
Como diretor de dublagem, atuou nos animes, Megaman NT Warrior, Os Cavaleiros do Zodíaco durante a Saga de Hades em São Paulo, pelo qual ganhou o Prêmio Yamato de Melhor Direção de Dublagem em 2007, e no filme Prólogo do Céu. Além de animes, é conhecido por ter dublado viego league of legends Dominic Monaghan na série de filmes Senhor dos Anéis e no seriado Lost, Baily em O Quinteto, Hugo na telenovela Betty, a Feia, Charlie Brown em diversos especiais de Peanuts e Jesse Spencer em House, M.D. .
Desde março de 2018, é locutor do Canal Viva.

## Prêmios
| Ano  | Premiação     | Categoria                       | Papel/Obra                                  | Resultado | Fonte  |
| ---- | ------------- | ------------------------------- | ------------------------------------------- | --------- | ------ |
| 2003 | Prêmio Yamato | Melhor Dublador de Protagonista | Yugi em Yu-Gi-Oh!                           | Venceu    | [ 17 ] |
| 2004 | Prêmio Yamato | Melhor Dublador de Protagonista | Trunks em Dragon Ball GT                    | Indicado  | [ 18 ] |
| 2005 | Prêmio Yamato | Melhor Direção de Dublagem      | MegaMan NT Warrior                          | Indicado  | [ 19 ] |
| 2006 | Prêmio Yamato | Melhor Dublador de Protagonista | Edward Elric em Fullmetal Alchemist         | Venceu    | [ 20 ] |
| 2007 | Prêmio Yamato | Melhor Direção de Dublagem      | Saga de Hades de Os Cavaleiros do Zodíaco\| | Venceu    | [ 21 ] |

## Dublagem
- Raine Whispers em The Owl House
- Shia LaBeouf em Ninfomaníaca
- Yajin Ro em Iczer 3
- Edward Elric em Fullmetal Alchemist, Fullmetal Alchemist: Brotherhood e Fullmetal Alchemist (filme de 2017)
- Derek em O Fantástico Mundo de Bobby
- Speed Racer em 3 episodios em DVD com O Homem que Odeia Carros, e A Corrida contra o Carro Mamute
- Minduim com Charlie Brown do personagem Snoopy
- Kudamon em Digimon Data Squad
- Alex em Roswell
- Derme/Ângelo Espinoza - Agústin Rodrigez no episódio piloto de Geração X
- Liuma Kagawa/Fire (Masaru Yamashita) em Winspector
- Liuma Kagawa/Fire/Knight Fire (Masaru Yamashita) em Solbrain
- Ampie em Super Human Samurai (Gridman)
- Artemis em Sailor Moon (1ª dublagem)
- Babar Jovem em As Aventuras de Babar
- Benji Wakabayashi em Captain Tsubasa J e Captain Tsubasa Road to 2002
- Greg Sanders (Eric Szmanda) em CSI: Crime Scene Investigation
- O pesquisador Bill do farol em Pokémon 1º saga
- Otoshi e Mandy em Pokémon 1º saga
- Andreas em Pokémon 3º saga
- Gary Carvalho (Shigeru) e Georgio (Tsutomu) em Pokémon Chronicles
- Harley em Pokémon Advance Battle (O Pior de um Cacturne)
- Galford em Samurai Shodown (anime)
- General Blue em Dragon Ball
- Ginji Amano em GetBackers
- Guru Clef em Guerreiras Mágicas de Rayearth
- Howl em O Castelo Animado
- Kung Lao (Paolo Montalbán, primeira dublagem) em Mortal Kombat Conquest
- Megaman em Megaman (versão nippo-americana, transmitida pelo SBT)
- Mu de Áries, Misty de Lagarto, Jabu de Unicórnio, Aracne de Tarântula (1ª dublagem) e Dante de Cérbero (1ª dublagem) em Os Cavaleiros do Zodíaco
- Música em Rave Master(s)
- Faisão em Os Animais do Bosque dos Viténs
- Roger Klotz em Doug (Nickelodeon)
- Schneider em Samurai X
- Shurato, o Rei Shura em Shurato
- Terry Bogard em Fatal Fury 1,2 e 3
- Ryo Sakazaki em Art of Fighting
- Trunks em Dragon Ball Z, Dragon Ball GT e Dragon Ball Super
- Duo Maxwell em Mobile Suit Gundam Wing
- Yugi Mutou em Yu-Gi-Oh!
- Matt Damon em Gênio Indomável, O Império (do Besteirol) Contra-Ataca, Cartas na Mesa, O Homem que Fazia Chover
- Ewan McGregor em Na Crista da Onda, A Passagem, Por Uma Vida Menos Ordinária, Incendiário, O Escritor Fantasma, Sedução Fatal
- Elliot (Brendan Fraser) em Endiabrado
- Eminem em 8 Miles: Rua das Ilusões
- Hugo em Betty a Feia
- Marc St. James em Ugly Betty
- Trenton's Pride em Deu Zebra
- Azur em As Aventuras de Azur e Asmar
- Felipe em Manny Mãos à obra (1ª voz)
- Gwizdo em Caçadores de Dragões
- Eric Stoltz em Efeito Borboleta (DVD)
- Roronoa Zoro em One Piece (1ª dublagem)
- Portgas D. Ace em One Piece (2ª dublagem)
- Jimmy Olsen em Superman: The Animated Series
- Moordryd Payyn em Dragon Booster
- Zane Truesdale -> Yu-Gi-Oh! GX
- Rahan adolescente em Rahan quando a Rede Record estreou na TV aberta
- Dimitri (O copiador) na 1ª temporada de Yu-Gi-Oh!
- Mark Ruffalo em Vizinho Amoroso, Conte Comigo (versão paulista)
- Jared Leto em O Senhor das Armas e Lenda Urbana
- Charlie Pace em Lost
- Abel Nightroad Trinity Blood
- Max em Pateta: O Filme e O Point do Mickey
- Marwan Kenzari em Aladdin (2019)
- Henrique Jardim em Cegonhas: A História que não te Contaram
- Jerry em Tom e Jerry: O Filme (primeira dublagem – Álamo)
- Olho de Peixe em Sailor Moon SuperS
- Runba Rui em Love Hina
- Kou Seiya (forma masculina) em Sailor Moon Stars
- Jesse Spencer em Grande Menina, Pequena Mulher, Campeão e Dr. House (série)
- Brad Pitt em Os Sete Crimes Capitais, Inimigo Íntimo, Nada é Para Sempre, Sete Anos no Tibet, Amor à Queima-Roupa, Correndo do Destino
- Hajime Shibata em Jigoku Shoujo (Hell Girl)
- Chris O'Donnell em Perfume de Mulher (Globo, SBT/ VHS), No Amor e na Guerra (versão paulista), Kit, Uma Garota Especial
- Elijah Wood em Prova Final, Hooligans, Era Tudo O Que Eu Queria
- Colin Farrell em Por um Fio
- Johnny Depp em A Lenda do Cavaleiro Sem Cabeça (DVD), Benny & Joon - Corações em Conflito, Gilbert Grape: Aprendiz de Sonhador (DVD)
- Ashton Kutcher em A Filha do Chefe, Texas Rangers - Acima da Lei, Jogo de Amor em Las Vegas,  De Volta aos Anos 70 (série), Par Perfeito (Globo)
- Gamatatsu e Sumaru em Naruto
- Larva  em Vampire Princess Miyu
- Jake Gyllenhaal em Jimmy Bolha, A Prova, O Segredo de Brokeback Mountain (Globo), Contra o Tempo
- Tsubaki em Bleach
- Cam Gigandet em Crepúsculo e Alma Perdida
- Philip Seymour Hoffman em Capote
- Keiichi Morisato em Oh! My Goddess (Ah! Megami-sama)
- Shark em A.T.O.M. (Alpha Teens on Machines), série francesa sequela da série Action Man
- Nick Stahl em Entre Quatro Paredes
- Paul Rudd em Nunca é Tarde Para Amar, A Razão do Meu Afeto
- Matthew Davis em Legalmente Loira
- Chris Pine em O Diário da Princesa 2, Sorte no Amor, Encontro às Escuras
- Topher Grace em Segunda Chance, Em Boa Companhia, Traffic
- James Franco em Correndo Atrás e Camille: Um Amor de Outro Mundo
- Mark (Ace Couthard) em Batalha dos Planetas (segunda versão de G Force)
- Ercnard Sieghart em Grand Chase
- Ho Sung Pak em WMAC Masters
- Creed em Black cat
- Alejandro de la Veiga Jr. em A Espada e a Rosa
- Kevin em College Unrated
- Koyemushi em Bokurano
- Sasori (forma verdadeira) em Naruto Shippuden
- Willian Levy em Acorrentada e Paixão.
- Tomoru Shindo em Detonator Orgun
- Shawn Spencer em Psych
- Ekko em League of Legends
- Coruja em O Pequeno Urso
- Bass.EXE e Kid Tumba em MegaMan NT Warrior
- Jack Joyce em Quantum Break
- Diego Luna (Cassian Andor) em Rogue One - Uma História Star Wars
- Diddy Kong em Donkey Kong Country
- Terramar em My Little Pony: A Amizade é Mágica
- Dejan Bucin como Louis em La Belle et la Bête
- Viego em League of Legends.